# Reiner Blumentritt

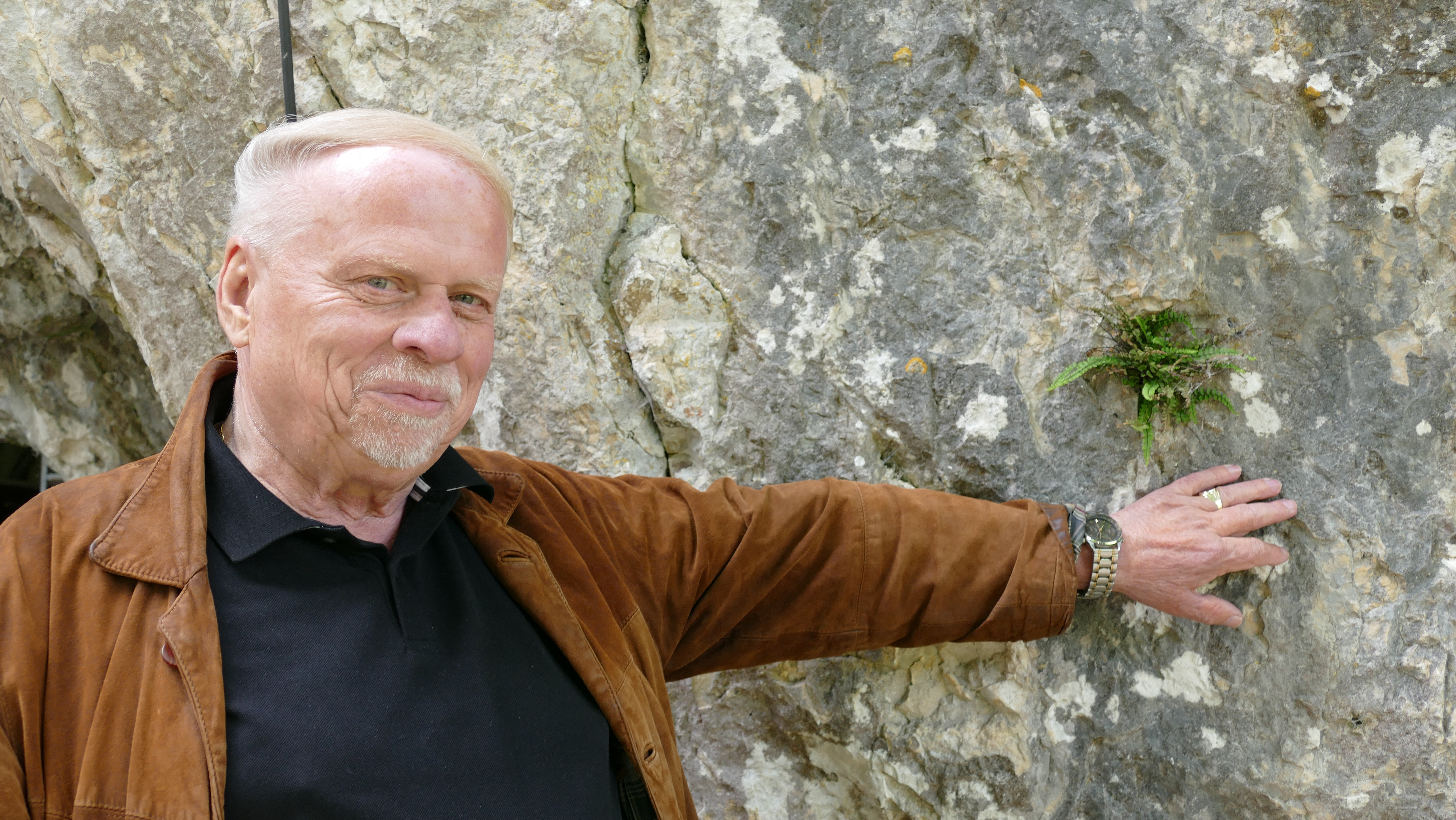
Reiner Blumentritt am Hohlen Felsen, 2018

Reiner Blumentritt (* 30. September 1943 in Orlamünde; † 8. Dezember 2019 in Ehingen) war ein deutscher Kommunalpolitiker und Hobbyarchäologe.

## Ausbildung und Beruf
Nach einer Ausbildung zum Werkzeugmacher und der Weiterbildung zum Industriemeister arbeitete Blumentritt als Fertigungs- und Betriebsleiter.
Er war von 1984 bis 1994 und von 1999 bis zu seinem Tode Mitglied der CDU-Stadtratsfraktion in Schelklingen und seit 2009 stellvertretender Bürgermeister des Ortes.

## Ehrenamtliche archäologische Tätigkeit
Bereits als Schüler entwickelte Blumentritt großes Interesse an der Ur- und Frühgeschichte, nachdem er bei Gartenarbeiten auf eine rund 600 Jahre alte Tonfigur gestoßen war. Er begleitete die Heimatforscherin Gertraud Matschak bei Prospektionen am Helga-Abri im Achtal bei Schelklingen und in der Höhle Hohle Fels, die seit Ende des 19. Jahrhunderts als vollständig ausgegraben galt. Die dabei geborgenen Funde gaben den Ausschlag für archäologische Ausgrabungen, die unter der Leitung von Gustav Riek an beiden Fundstellen zwischen 1958 und 1960 durchgeführt wurden. Blumentritt unterstützte als Grabungshelfer zu dieser Zeit auch Rieks Ausgrabungen in der Brillenhöhle und machte durch eigene Funde auf die archäologische Relevanz des Geißenklösterles aufmerksam.
Auf Blumentritts Drängen hin wurden 1977 im Hohle Fels nochmals Sondagen vorgenommen. Joachim Hahn vom Institut für Urgeschichte der Universität Tübingen konnte dabei im hinteren Bereich des Höhlengangs ungestörte fundführende Schichten freilegen, woraufhin in den folgenden Jahren erneut Grabungskampagnen stattfanden. Blumentritt übernahm hier ehrenamtlich zahlreiche logistische Aufgaben, organisierte und koordinierte die lokalen Unterstützer und Partner der Universität vor Ort. Er war Gründungsmitglied und treibende Kraft der 1985 gegründeten Museumsgesellschaft Schelklingen, welche die Grabungen im Hohle Fels seither ebenfalls unterstützt und deren Vorstand er zeitlebens war.
Nach Hahns Tod im Jahr 1997 sollten wegen fehlender Gelder die Grabungsflächen im Hohle Fels zugeschüttet und versiegelt werden. Diesbezüglich führte Blumentritt Gespräche mit dem Leiter des Schelklinger Zementwerks, die schließlich dazu führten, dass der Baustoffkonzern HeidelbergCement finanzielle und logistische Unterstützung für die Forschungen im Hohle Fels zusagte und die jährlichen Grabungskampagnen bis heute fortgesetzt werden konnten.
Blumentritt war als einer der ersten ehrenamtlich Beauftragten des Landesamts für Denkmalpflege Baden-Württemberg über Jahrzehnte im Regierungsbezirk Tübingen aktiv. Auf seine Tätigkeit in dieser Funktion gehen der Hortfund von Ringingen und die Entdeckung einer linearbandkeramischen Siedlung bei Allmendingen-Altheim zurück.
Für sein langjähriges ehrenamtliches Engagement auf dem Gebiet der Ur- und Frühgeschichte wurde er 2013 mit dem Bundesverdienstkreuz am Bande ausgezeichnet. Seit 2014 war er Ehrenbürger der Stadt Schelklingen. 2018 bekam er den Archäologie-Preis Baden-Württemberg verliehen.
Er starb im Dezember 2019 im Alter von 76 Jahren an den Folgen einer Lungenentzündung.

## Publikationen

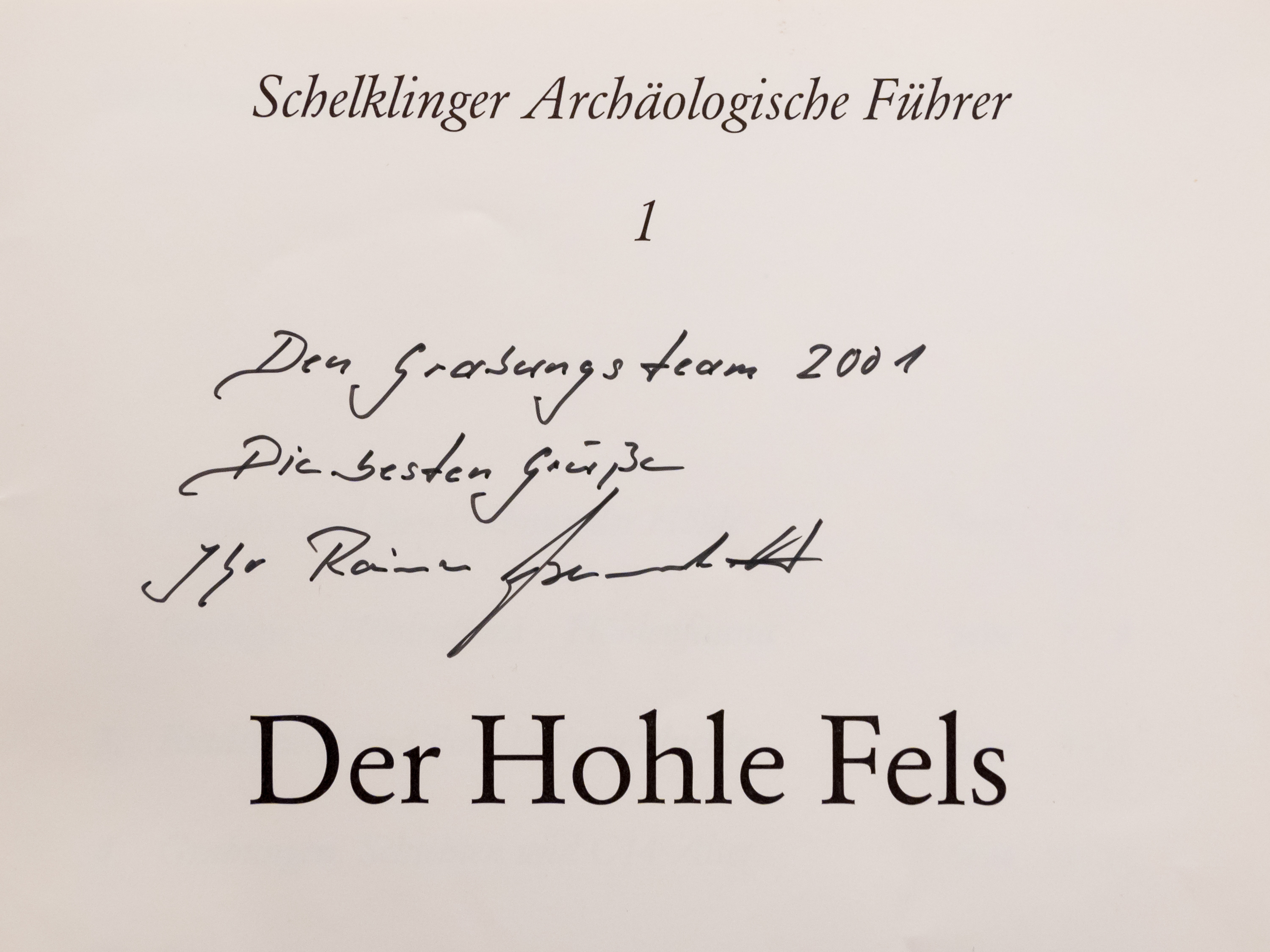
Handschriftliche Widmung Blumentritts in einem Exemplar von Der Hohle Fels

- mit Joachim Hahn: Der Hohlefels bei Schelklingen, Alb-Donau-Kreis: eine urgeschichtliche Fundstelle im Achtal (= Kulturdenkmale in Baden-Württemberg Heft 46). Stuttgart 1978.
- mit Siegfried Mall: Kleiner Höhlenführer für den Raum Ehingen. Ehingen 1979.
- mit Joachim Hahn, unter Mitarbeit von Winfried Hanold: Der Hohle Fels (= Schelklinger Archäologische Führer 1). Hrsg.: Museumsgesellschaft Schelklingen, Stadt Schelklingen 1991.

## Nachrufe
- Nachruf Reiner Blumentritt von Yvonne Tafelmaier in: Denkmalpflege in Baden-Württemberg. Nachrichtenblatt der Landesdenkmalpflege, 49. Jahrgang, Heft 1|2020, Seiten 71–72 Personalia (PDF; 0,6 MB).
- Nachruf: Reiner Blumentritt (30.09.1943-08.12.2019) von Georg Hiller in: Mitteilungen der Gesellschaft für Urgeschichte. Heft 28|2019, Seiten 141–142 (PDF; 1,6 MB).
- Reiner Blumentritt (30.09.1943 Orlamünde/Thüringen – 08.12.2019 Ehingen) und seine Bedeutung für die Urgeschichte im Achtal von Nicholas J. Conard in: Mitteilungen der Gesellschaft für Urgeschichte. Heft 28|2019, Seiten 143–146 (PDF; 2,6 MB).